# Estación de Riells y Viabrea-Breda
Riells y Viabrea-Breda es una estación ferroviaria situada en el municipio español de Riells, en la provincia de Gerona, comunidad autónoma de Cataluña. Dispone de servicios de Media Distancia. Además, forma parte de la línea R2 de Cercanías Barcelona.

## Situación ferroviaria
La estación se encuentra en el punto kilométrico 58,4 de la línea férrea Barcelona-Cerbère en su sección entre Barcelona y Massanet a 85,5 metros de altitud. El tramo es de vía doble y está electrificado.

## Historia
La estación fue inaugurada el 27 de agosto de 1860 con la puesta en marcha del tramo Granollers - Empalme (situado en Massanet) siendo este último punto el lugar en el que se unieron el trazado por el interior por Granollers con el trazado por la costa que prolongaba la línea Barcelona-Mataró. Las obras y explotación inicial corrieron a cargo de la Compañía de los Caminos de Hierro de Barcelona a Granollers también llamada Compañía de los Caminos de Hierro del Norte de Barcelona. Varias fusiones y uniones empresariales tan habituales en el ferrocarril de finales del siglo XIX hicieron que la estación pasara por diferentes manos hasta recalar en TBF en 1875 que aglutinó varias de las pequeñas compañías de la época que operaban en la zona de Cataluña. En 1889, TBF acordó fusionarse con la poderosa MZA, dicha fusión se mantuvo hasta que en 1941 la nacionalización del ferrocarril en España supuso la desaparición de todas las compañías privadas existentes y la creación de RENFE. 
Desde el 31 de diciembre de 2004 Renfe Operadora explota la línea mientras que Adif es la titular de las instalaciones ferroviarias.
En 2005, las obras de la línea de alta velocidad entre Barcelona y la frontera francesa supusieron la demolición de la estación a pesar de su excelente estado de conservación y su sustitución por una estructura provisional hasta la construcción de un nuevo recinto situado muy cerca del primero. A principios de 2011, Adif puso en funcionamiento la nueva y moderna estación de Riells con un coste que superó los 4,7 millones de euros dando lugar a un edificio para viajeros de 410 metros cuadrados construido a base de 70 toneladas de acero.

## Servicios ferroviarios

### Media Distancia
Gracias sus trenes Regional Renfe presta servicios de Media Distancia cuyos destinos principales son Barcelona, Portbou y Cerbère.
| Línea MD | Trenes   | Origen/Destino |  | Destino/Origen  | Equivalente Rodalies de Catalunya |
| -------- | -------- | -------------- |  | --------------- | --------------------------------- |
| 33       | Regional | Barcelona      |  | Portbou Cerbère |                                   |

### Cercanías
Forma parte de la línea R2 norte de Cercanías Barcelona operadas por Renfe.
| << cabecera                    | < estación | línea | estación > | cabecera >>       |
| ------------------------------ | ---------- | ----- | ---------- | ----------------- |
| Rodalies de Catalunya de Renfe |            |       |            |                   |
| Aeropuerto                     | Gualba     |       | Hostalrich | Massanet-Massanas |